# James Franciscus
James Grover Franciscus (Clayton, 31 gennaio 1934 – North Hollywood, 8 luglio 1991) è stato un attore statunitense.

## Biografia

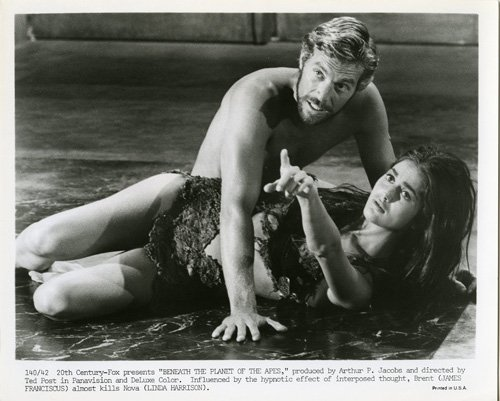
Franciscus con Linda Harrison in L'altra faccia del pianeta delle scimmie (1970)

Il suo ruolo più celebre fu quello del detective Jim Halloran in La città in controluce, versione televisiva del celebre film La città nuda, prodotta dalla ABC. In seguito fu protagonista della serie tv The Investigators, andata in onda sulla CBS dal 5 ottobre al 28 dicembre 1961, in cui interpretò l'investigatore Russ Andrews, con James Philbrook come co-protagonista. Apparve anche, nel ruolo di Tom Grover, in un episodio della serie The DuPont Show with June Allyson.
Apparve in numerosi altri programmi televisivi, tra cui la seconda serie di Ai confini della realtà (1959) e, nel ruolo di Mike Morris, nella serie drammatica della NBC Undicesima ora. Popolari anche le sue apparizioni nelle serie Mr. Novak (1963-1965) e Longstreet (1971-1972), oltre che la sua performance vocale nell'adattamento per il grande schermo del romanzo Il gabbiano Jonathan Livingston (1973).
Nel 1976 fu protagonista di Agente speciale Hunter, serie televisiva statunitense (da non confondere con la successiva e omonima serie, che aveva per protagonisti Fred Dryer e Stephanie Kramer). Tra il 1960 e il 1980 recitò in film come L'ultimo treno da Vienna (1963),  Abbandonati nello spazio (1969), La vendetta di Gwangi (1969), L'altra faccia del pianeta delle scimmie (1970), Supercolpo dei cinque dobermann d'oro (1976), Città in fiamme (1979) e Ormai non c'è più scampo (1980).
In più di un'occasione Franciscus lavorò anche in Italia. Nel 1971 accettò di interpretare il ruolo di protagonista nel film di Dario Argento Il gatto a nove code, mentre nel 1979 recitò nel film di Antonio Margheriti Killer Fish - L'agguato sul fondo e nel 1980 fu protagonista accanto a Vic Morrow nel film di Enzo G. Castellari L'ultimo squalo, rip-off del film Lo squalo di Steven Spielberg.
Continuò poi a comparire spesso al cinema e in tv. Nel 1991, anno della sua morte, sceneggiò e produsse il film Perseguitato dalla fortuna, con Anthony LaPaglia.

## Vita privata
Il padre di Franciscus, John Allen Franciscus morì in combattimento durante la seconda guerra mondiale. Nel 1960 Franciscus sposò l'attrice Kathleen Kent Wellman, figlia del regista William Wellman; dal loro matrimonio nacquero quattro figlie: Jamie (1961), Kellie (1963), Korie (1973) e Jolie (1975). 
Nel 1979 divorziò dalla moglie e si risposò un anno dopo con Carla Deen Ankney. Erano ancora sposati quando Franciscus morì a causa di un enfisema, all'età di 57 anni.

## Filmografia parziale

### Cinema
- La negra bianca (I Passed for White), regia di Fred M. Wilcox (1960)
- Il sesto eroe (The Outsider), regia di Delbert Mann (1961)
- L'ultimo treno da Vienna (Miracle of the White Stallions), regia di Arthur Hiller (1963)
- Scandalo in società (Youngblood Hawke), regia di Delmer Daves (1964)
- La vendetta di Gwangi (The Valley of Gwangi), regia di Jim O'Connolly (1969)
- Abbandonati nello spazio (Marooned), regia di John Sturges (1969)
- I diavoli del mare (Hell Boats), regia di Paul Wendkos (1970)
- L'altra faccia del pianeta delle scimmie (Beneath the Planet of the Apes), regia di Ted Post (1970)
- Il gatto a nove code, regia di Dario Argento (1971)
- Supercolpo dei cinque dobermann d'oro (The Amazing Dobermans), regia di Byron Chudnow (1976)
- Il magnate greco (The Greek Tycoon), regia di J. Lee Thompson (1978)
- Commando Black Tigers (Good Guys Wear Black), regia di Ted Post (1978)
- Concorde Affaire '79, regia di Ruggero Deodato (1979)
- Città in fiamme (City of Fire), regia di Alvin Rakoff (1979)
- Killer Fish - L'agguato sul fondo, regia di Antonio Margheriti (1979)
- Ormai non c'è più scampo (When Time Ran Out), regia di James Goldstone (1980)
- L'ultimo squalo, regia di Enzo G. Castellari (1981)
- Butterfly, regia di Matt Cimber (1982)

### Televisione
- Have Gun - Will Travel – serie TV, episodio 1x38 (1958)
- La città in controluce (Naked City) – serie TV, 39 episodi (1958-1959)
- Ai confini della realtà (The Twilight Zone) – serie TV, episodio 1x10 (1959)
- Westinghouse Desilu Playhouse – serie TV, episodio 2x03 (1959)
- Gli uomini della prateria (Rawhide) – serie TV, episodio 2x27 (1960)
- Alfred Hitchcock presenta (Alfred Hitchcock Presents) – serie TV, episodi 5x28-6x15 (1960-1961)
- June Allyson Show (The DuPont Show with June Allyson) – serie TV, episodio 2x16 (1961)
- The Americans – serie TV, episodio 1x10 (1961)
- General Electric Theater – serie TV, episodio 9x25 (1961)
- Ben Casey – serie TV, episodio 1x31 (1962)
- Mr. Novak – serie TV, 60 episodi (1963-1965)
- Amore extraterrestre (Night Slaves), regia di Ted Post – film TV (1970)
- Longstreet – serie TV, 24 episodi (1971-1972)
- Doc Elliot – serie TV, 15 episodi (1973-1974)

## Doppiatori italiani
- Cesare Barbetti in L'ultimo treno da Vienna, Il magnate greco, Concorde Affaire '79
- Pino Colizzi in Il gatto a nove code, Killer Fish - L'agguato sul fondo
- Dario Penne in Ormai non c'è più scampo, Nightkill
- Oreste Rizzini in La vendetta di Gwangi
- Gino La Monica in Abbandonati nello spazio
- Walter Maestosi in L'altra faccia del pianeta delle scimmie
- Giancarlo Maestri in L'ultimo squalo

Da doppiatore è sostituito da:
- Sergio Graziani in Il gabbiano Jonathan